# Terra nullius

Terra nullius (plural terrae nullius) este o expresie Latină însemnând "tărâmul nimănui", și a fost un principiu folosit uneori în dreptul internațional pentru a justifica afirmațiile potrivit cărora teritoriul poate fi dobândit prin ocuparea acestuia de către un stat.

## Istorie
Terra nullius provine din Dreptul roman al  termenului res nullius, ceea ce înseamnă obiectul nimănui. Conform legii romane res nullius, sau obiecte fără un proprietar, cum ar fi animalele sălbatice (ferae beastiae), sclavii pierduți și clădirile abandonate ar putea fi preluate ca proprietate de către oricine prin confiscare.
O parte a dezbaterii asupra istoriei terra nullius este momentul în care termenul în sine a fost folosit pentru prima dată. Potrivit istoricului de idei Andrew Fitzmaurice, teritorium nullius și terra nullius erau doi termeni legali diferiți, deși înrudiți. El susține că territorium nullius a fost folosit pentru prima dată într-o ședință a Institutului Internațional de Droit în 1888, unde au fost discutate principiile legale ale conferinței de la Berlin și că terra nullius a fost introdus douăzeci de ani mai târziu, în timpul disputelor legale asupra regiunilor polare. Pe de altă parte, istoricul Michael Connor susține că teritorium nullius și terra nullius sunt unul și același lucru. Ambii savanți sunt activi în dezbaterea războaielor de istorie din Australia.
Există o dezbatere considerabilă între istorici despre cum și când au fost utilizate conceptele de terra nullius. Dezbaterea a fost predominantă în Australia, unde a fost aprinsă de războaiele istorice cauzate de Cazul Mabo din 1992. Războaiele de istorie i-au determinat pe istoricii australieni să reevalueze istoria țării, deposedarea Aborigenilor și dacă pământul ar trebui să fie cel mai bine caracterizat ca fiind "pripășit" sau "cucerit". O parte a acestei dezbateri s-a referit la faptul că terra nullius ca și concept a fost vreodată folosit de către Anglia și alte puteri europene pentru a justifica cucerirea teritorială.
Într-o parte a dezbaterii se află istorici precum Alan Frost și Henry Reynolds care susțin că în secolele XV și XVI, scriitorii europeni au adoptat conceptul de res nullius. pentru cucerirea teritorială. 
„La mijlocul secolului al XVIII-lea, a apărut baza teoretică a unei noi convenții de dobândire a imperiului. Dacă un stat european (un prinț creștin) ar fi stabilit deja o posesie efectivă a unei regiuni, altul ar putea dobândi un titlu numai prin cedare formală (care ar putea sau nu implica o achiziție directă). Dacă regiunea nu era deja posedată de un rival, atunci un stat ar putea să o dobândească într-unul din cele trei moduri, adică: - prin convingerea locuitorilor indigeni să se supună stăpânului său; - prin cumpărarea de la acei locuitori a dreptului de a-l deconta o parte sau o parte din ea; - prin posesia unilaterală, pe baza primei descoperiri și a ocupării efective.”
Istoricii dezbat dacă "prima descoperire și ocupare efectivă" a fost aplicată teritoriului locuit de indigenii pe care imperiile europene au căutat să le dobândească sau nu. Potrivit lui Frost:
„Cu toate acestea, dacă indigenii au avansat dincolo de starea de natură doar în măsura în care au dezvoltat limbajul și comunitatea familiei, dar nu mai departe; dacă încă nu și-ar fi amestecat munca cu pământul într-un mod permanent; sau dacă regiunea a fost literalmente nelocuită, europenii au considerat-o ca fiind terra nullius (adică, care nu aparține nimănui), căreia ar putea câștiga un titlu permanent prin prima descoperire și o ocupație eficientă.”
De cealaltă parte a dezbaterii sunt istorici care susțin că terra nullius este un concept mult mai tânăr, care nu a fost formalizat înainte de sfârșitul secolului al XIX-lea. Istoricul Merete Borch scrie:
„Când este studiată bogăția de materiale relevante pentru această problemă, pare mult mai probabil că nu există nicio doctrină legală care să susțină că pământurile locuite ar putea fi considerate fără proprietate și nici aceasta nu a fost baza politicii oficiale în secolul al XVIII-lea sau înainte. Mai degrabă se pare că s-a dezvoltat ca teorie juridică în secolul al XIX-lea.”
Acești istorici susțin, în schimb, că cucerirea teritorială a fost justificată de dreptul natural — ceea ce nu are proprietar poate fi luat de către primul preluator. Michael Connor în cartea sa "Invenția conceptului Terra Nullius" are o viziune și mai extremă și susține că nimeni din secolul al XIX-lea nu a crezut că Australia este terra nullius. El numește conceptul ficțiune juridică, un om de paie dezvoltat la sfârșitul secolului XX:
„Pe vremea lui Mabo în 1992, terra nullius era singura explicație pentru așezarea britanică a Australiei. Istoricii, mai interesați de politică decât de arhive, au indus în eroare profesia legală, crezând că o frază despre care nimeni nu mai auzise cu câțiva ani înainte era chiar baza statalității noastre, iar versiunea lui Reynolds a istoriei noastre, în special Legea țării, a stat la baza luării deciziilor judecătorilor Mabo.”

## Revendicări curente deterra nullius
În prezent, puține teritorii sunt luate în considerare drept terra nullius.

### Bir Tawil

Harta simplificată care arată teritoriul Egiptului (galben), teritoriul Sudanului (albastru), teritoriul în litigiu (verde) și Bir Tawil nerevendicat (alb)

Bir Tawil este un exemplu de teritoriu adesea pretins a fi terra nullius. Între Egipt și Sudan se află teritoriul de 2.060 km2 (800 mi2) fără acces la apă din Bir Tawil care a fost creat printr-o discrepanță între granițele trasate în 1899 și 1902 O frontieră a plasat Bir Tawil sub controlul Sudanului și Triunghiul Hala'ib de sub cel al Egiptului; cealaltă graniță a făcut invers. Ambele țări afirmă granița care le permite să revendice triunghiul Hala'ib, care este semnificativ mai mare (decât Bir Tawil) și alături de Marea Roșie, cu efectul secundar că Bir Tawil nu este revendicat de niciuna dintre națiuni. Totuși, zona se află sub controlul de facto al Egiptului, deși nu este prezentată pe hărțile egiptene oficiale. Bir Tawil nu are o populație permanentă, însă terenul este folosit de beduinii care cutreieră zona.

### Gornja Sigași alte zone

Porțiunile în galben sunt revendicate atât de Serbia cât și de Croația. Croația afirmă că porțiunile verzi, cea mai mare fiind Gornja Siga (prezentă doar ca Siga pe hartă), aparțin Serbiei, dar Serbia nu le revendică.

Serbia și Croația dispută mai multe zone mici de pe malul estic al Dunării. Cu toate acestea, unele buzunare de pe malul de vest, dintre care Gornja Siga fiind cea mai mare, nu sunt revendicate de niciuna dintre țări, deoarece Croația recunoaște că aparțin Serbiei, dar Serbia nu le revendică.
La 13 aprilie 2015, Vít Jedlička din Partidul Cetățenilor Liberi Ceh, a proclamat micronațiunea libertariană Liberland pe Gornja Siga. La scurt timp după Liberland, a fost proclamat un alt proiect de micronațiune, Regatul Enclavei, în cele din urmă, revendică o parte a celui de-al doilea cel mai mare buzunar din teritoriu.  Republica Liberă Verdis a revendicat buzunarul 3 lăsând buzunarul 2 necunoscut pentru cine îl revendică. Ministerul Afacerilor Externe și Europene al Croației a respins aceste afirmații, precizând că diferitele cereri de frontieră dintre Serbia și Croația nu implică terra nullius și nu sunt sub rezerva ocupării de către un terț. Cu toate acestea, Ministerul Afacerilor Externe din Serbia a declarat la 24 aprilie 2015 că, deși Serbia nu consideră "Liberlandul" ca fiind o problemă importantă, "noul stat" nu afectează granița cu Serbia, care este delimitată de fluviul Dunărea.

### Antarctica

Zona nerevendicată a Antarcticii.

În timp ce mai multe țări au făcut revendicări către părți din Antarctica în prima jumătate a secolului XX, restul, inclusiv cea mai mare parte a Marie Byrd Land (porțiunea la est de la 150°W până la 90°W), nu a fost revendicat de nicio națiune suverană. Semnatarii Tratatului Antarcticii din 1959 au convenit să nu facă astfel de revendicări, cu excepția Uniunii Sovietice și Statele Unite, care și-au rezervat dreptul de a face o cerere.

## Revendicări istorice aleterra nullius
Mai multe teritorii au fost pretinse a fi terra nullius. Într-o minoritate a acestor revendicări, instanțele internaționale și interne au decis dacă teritoriul este sau nu terra nullius.

### Australia
Populații autohtone și ai insulelor strâmtorii Torres au locuit în Australia timp de peste 65.000 de ani înainte de Colonizarea europeană, care a început în 1788. Obiceiuri, ritualuri și legi indigene erau nescrise. S-a afirmat că Australia a fost considerată terra nullius la momentul soluționării.
La Banchetul Federației care sărbătorește Federația Australiei la 1 ianuarie 1901, Premierul Noii Țări de Sud, Sir William Lyne a spus: "Dintre cele trei mari posesiuni coloniale, lotul Australiei a fost cea mai fericită. Spre deosebire de Canada și Africa de Sud, ea nu a avut o problemă de cursă de rezolvat".
În 1971, în controversatul caz din Milirrpum contra Nabalco Pty Ltd, cunoscut în mod popular ca fiind cazul Gove pentru drepturile funciare, Justiția Richard Blackburn a decis că Australia fusese considerată "deșert și necultivat" (termen care includea un teritoriu în care locuiau "rezidenții necivilizați într-o stare primitivă a societății") înainte de soluționarea europeană și, prin urmare, prin legea care se aplica atunci, este deschis să fie revendicat prin dreptul de ocupare și că nu a fost așa cum este titlul nativ în Dreptul australian. Cu toate acestea, conceptul de terra nullius nu a fost considerat în acest caz. Cazurile judecătorești din 1977, 1979 și 1982 - aduse de sau în numele activiștilor aborigeni - au contestat suveranitatea australiană pe motiv că terra nullius a fost aplicată în mod necorespunzător, de aceea suveranitatea autohtonă ar trebui considerată încă intactă. Instanțele au respins aceste cazuri, dar Înalta Curte australiană a lăsat ușa deschisă pentru o reevaluare a faptului că continentul ar trebui considerat "pripășit" sau "cucerit". Mai târziu, la 1 februarie 2014, proprietarii tradiționali ai terenurilor din Insula Badu au primit titlu de proprietate gratuită la 10.000 hectare într-un act al Queensland Government.
În 1982, Eddie Mabo și alte patru Insulele ale strâmtoarii Torres din Mer (Insula Murray) au început procedurile legale pentru a stabili proprietatea lor tradițională asupra terenurilor. Acest lucru a dus la Mabo v Queensland (No 1). În 1992, după zece ani de audieri în fața Curții Supreme a statului Queensland și a Înaltei Curți a Australiei, ultima instanță a constatat că poporul Mer își deținea terenurile înainte de anexarea de către Queensland.
Prin urmare, hotărârea a avut o semnificație de anvergură pentru revendicările de teren ale insulenilor din strâmtoarea Torres și a altor indigeni australieni.
Controversa pentru proprietatea australiană a terenurilor a izbucnit în așa-numitele "războaie de istorie". Decizia Mabo din 1992 a răsturnat doctrina terra nullius în Australia.

### Svalbard
Scoția sau Marea Britanie, Olanda și Danemarca-Norvegia au revendicat suveranitatea asupra arhipelagului din [Svalbard]] în secolul al XVII-lea, dar nimeni nu a ocupat-o definitiv. Expediții de la fiecare din aceste polițe au vizitat Svalbard în principal în timpul verii pentru vânătoarea de balene, primele două trimitând câteva petreceri de iarnă în anii 1620 și 1630.
În decursul secolului al XIX-lea, atât Norvegia cât și Rusia au făcut afirmații puternice asupra arhipelagului. În 1909, jurista italiană Camille Piccioni l-a descris pe Spitzbergen, așa cum era cunoscut atunci, ca terra nullius:
„Problema ar fi fost mai simplă dacă Spitzbergen, până în prezent terra nullius, ar fi putut fi atribuită unui singur stat, din motive de vecinătate sau de ocupație anterioară. Dar nu este cazul și mai multe puteri pot, din diferite motive, să-și facă pretențiile asupra acestui teritoriu care încă nu are stăpân.”
Disputa teritorială a fost rezolvată în cele din urmă prin Tratatul Svalbardului din 9 februarie 1920, care a recunoscut suveranitatea Norvegiei asupra insulelor.

### Estul Groenlandei
Norvegia a ocupat și a revendicat părți (pe atunci nelocuite) din estul Groenlandei în 1931, susținând că ele constituiau terra nullius și a numit teritoriul „Țara lui Erik cel Roșu”.
Curtea Permanentă de Justiție Internațională s-a pronunțat împotriva revendicării Norvegiei. Norvegia a acceptat hotărârea și și-a retras revendicarea.

### Scarborough Shoal
Filipine și Republica Populară Chineză revendică ambele țărmul Scarborough sau Panatag Shoal sau Insula Huangyan (黄岩岛), cea mai apropiată de insula Luzon, situată în Marea Chinei de Sud. Filipine o revendică în conformitate cu principiile terra nullius și ZEE (Zonă economică exclusivă). Afirmația Chinei se referă la descoperirea sa în secolul al 13-lea de către pescarii chinezi. Fostul guvern naționalist de pe continentul chinez a revendicat și acest teritoriu după fondarea Republicii Chineze în 1911. Cu toate acestea, în ciuda poziției de neparticipare a Chinei bazată pe UNCLOS, PCA din 2016 a negat legalitatea cererii "Nouă linie întreruptă" din China. În ciuda acestui fapt, China continuă să construiască insule artificiale în Marea Chinei de Sud, iar Scarborough Shoal este o locație primordială pentru alta.Navele chinezești au fost văzute în vecinătatea țărmului. Observatorii fotografiilor au ajuns la concluzia că navele nu au echipament de dragare și, prin urmare, nu reprezintă o amenințare iminentă a lucrărilor de recuperare.

### Insula de Sud a Noii Zeelande
În 1840, locotenentul William Hobson, urmând instrucțiunile guvernului britanic, a pronunțat ca insula de sud a Noii Zeelande să fie nelocuită de popoare civilizate, care au calificat pământul ca să fie terra nullius și, prin urmare, se potrivesc pentru ocupația politică a Coroanei.
Decizia lui Hobson a fost influențată și de un mic partid de coloniști francezi care se îndreptau spre Akaroa pe Peninsula Băncilor să se stabilească în 1840.

### Canada
Joseph Trutch, primul locotenent guvernator al Columbia Britanică, a insistat că Primele Națiuni nu a deținut niciodată pământ, și astfel ar putea fi ignorat în siguranță. Din acest motiv, cea mai mare parte a Columbia Britanică rămâne pământ neîntrerupt.
În Guerin v. Regina, o decizie a curții Supreme a Canadei privind drepturile autohtone, Curtea a declarat că guvernul are o obligație fiduciară față de Primele Națiuni din Canada și a stabilit un titlu aboriginal pentru a fi un drept sui generis. De atunci, a existat o dezbatere mai complicată și o restrângere generală a definiției "datoriei fiduciare".

### Insulele Guano
Legea Insulelor Guano din 18 august 1856 a permis cetățenilor din SUA să pună stăpânire pe insule care conțin depozite guano. Insulele pot fi localizate oriunde, atât timp cât nu sunt ocupate și nu intră în jurisdicția altor guverne. De asemenea, împuternicește președintele Statelor Unite să utilizeze armata pentru a proteja astfel de interese și stabilește jurisdicția penală a Statelor Unite.

### Insulele Pinnacle (Senkaku/Diaoyu)
Un arhipelag disputat în Marea Chinei de Est, Insulele Senkaku nelocuite, sunt revendicate de Japonia devenind parte din teritoriul său ca terra nullius în ianuarie 1895, în urma [[Primului război sino-japonez]. Cu toate acestea, această interpretare nu este acceptată de Republica Populară Chineză (PRC) și de Republica Chineză (Taiwan), ambele revendicând suveranitatea asupra insulelor.

### Burkina Faso și Nigeria
O fâșie îngustă de pământ adiacentă a doi markeri teritoriali de-a lungul graniței Burkina Faso - Nigeria nu a fost solicitată de niciuna dintre țări până când Curtea Internațională de Justiție nu a soluționat o dispută teritorială mai extinsă în 2013. fostul teritoriu neclamat a fost acordat Nigeriei.

### Insula Clipperton
Suveranitatea Insulei Clipperton a fost soluționată prin arbitraj între Franța și Mexic. Regele Victor Emmanuel III al Italiei a luat o decizie în 1931 că " 'suveranitatea insulei Clipperton aparține Franței de la data de 17 noiembrie 1858.' Revendicarea mexicană a fost respinsă pentru lipsa dovezilor unei descoperiri spaniole anterioare și, în orice caz, pentru o ocupație efectivă de către Mexic înainte de 1858, când insula era territorium nullius, iar ocupația franceză atunci era suficientă și continuă din punct de vedere legal."

### Rockall
Potrivit lui Ian Mitchell, Rockall a fost terra nullius până când a fost revendicat de Regatul Unit în 1955. A fost anexată oficial în 1972.

### Sealand
Una dintre puținele micronațiuni care au controlat o locație fizică, Principatul Sealand există de facto din 1967 pe un turn de arme antiaeriene britanic abandonat în Marea Nordului. În momentul în care a fost preluat, turnul fusese abandonat de Marina Regală și se afla în afara apelor teritoriale britanice. Paddy Roy Bates, care s-a autonumit prinț, a susținut că este vorba de terra nullius. În ciuda respingerii acestei afirmații, pe baza faptului că turnul este o structură artificială, guvernul britanic nu a încercat niciodată să-i evacueze pe Sealanderieni, iar o instanță din 1968 a confirmat că la acel moment, turnul se afla în afara jurisdicției britanice.

### Sahara Occidentală
La cererea Marocului, Curtea Internațională de Justiție în 1975 s-a adresat dacă Sahara Occidentală era terra nullius la momentul colonizării spaniole în 1885. Curtea a găsit în avizul consultativ conform căruia Sahara Occidentală nu era terra nullius la acea vreme.

## Limitele jurisdicției și suveranității naționale
| Spațiul cosmic (inclusiv orbita Pământului și a Lunii cât și alte corpuri terestre, orbitele acestora) |                               |                                                 |                                                 |                                                 |                                                               |                                   |                                   |
| spațiul aerian național                                                                                | spațiul aerian național       | spații aeriene teritoriale acvatice             | zone contigue ale spațiu aerian                 | spațiul aerian internațional                    | spațiul aerian internațional                                  | spațiul aerian internațional      | spațiul aerian internațional      |
| suprafețele teritoriului terestru                                                                      | suprafețele apelor interioare | suprafețele apelor teritoriale                  | suprafețele zonelor contigue                    | suprafețele zonelor economice exclusive         | suprafețele apelor internaționale                             | suprafețele apelor internaționale | suprafețele apelor internaționale |
| ape interioare                                                                                         | ape interioare                | ape teritoriale                                 | zone economice exclusive                        | zone economice exclusive                        | ape internaționale                                            | ape internaționale                | ape internaționale                |
| teritoriul terestru subteran                                                                           | teritoriul terestru subteran  | Platformă continentală                          | Platformă continentală                          | Platformă continentală                          | revendicări extinse ale platformelor continentale             | submarin internațional            |                                   |
| teritoriul terestru subteran                                                                           | teritoriul terestru subteran  | Subsol de platformelor continentale underground | Subsol de platformelor continentale underground | Subsol de platformelor continentale underground | Subsolul revendicărilor extinse ale platformelor continentale | Subsolul submarin internațional   |                                   |

     jurisdicție națională și suveranitate deplină
     restricții privind jurisdicția și suveranitatea națională
     jurisdicția internațională privind moștenirea comună a omenirii